# Pedagogická fakulta Ostravské univerzity
Pedagogická fakulta Ostravské univerzity (zkratka PdF OU) je jednou z šesti fakult Ostravské univerzity. Je široce rozvinutou, všestrannou a pevně regionálně zakotvenou fakultou moderního typu. Je to největší fakulta Ostravské univerzity, jejímž posláním je především vzdělávání budoucích učitelů a pedagogických pracovníků. Fakulta poskytuje bohatou nabídku oborů v celé řadě bakalářských, magisterských a také čtyřech doktorských studijních programech. Výuka probíhá v moderních a pohodlně vybavených prostorách včetně specializovaných učeben, dílen, ateliérů a sportovišť, které jsou organizační součástí příslušných kateder.

## Historie
V roce 1953 vznikla v Opavě Vyšší pedagogická škola se zaměřením na přípravu učitelů pro výuku na druhém stupni osmiletých a jedenáctiletých škol. V roce 1959 byla nově zřízena v Ostravě pod názvem Pedagogický institut v Ostravě. Od roku 1964 fungovala jako samostatná Pedagogická fakulta v Ostravě a v roce 1991 byla zakládající fakultou Ostravské univerzity.
Vývoj Pedagogické fakulty Ostravské univerzity dělíme na čtyři období:
- 1953–1959: vznik a trvání Vyšší pedagogické školy v Opavě (zkratka VPŠ)
- 1959–1964: vznik a trvání Pedagogického institutu v Ostravě (zkratka PI)
- 1964–1991: období samostatné Pedagogické fakulty v Ostravě (zkratka PFO)
- 1991–dosud: období Pedagogické fakulty Ostravské univerzity (zkratka PdF OU)

### Vyšší pedagogická škola v Opavě
Počátky VPŠ v Opavě byly poznamenány velkými obtížemi: bylo zapotřebí získat učitele, budovy, materiální vybavení, knihovnu, laboratoře pro výuku přírodovědných předmětů a ubytování pro studenty a učitele ze vzdálenějších míst bydliště. Opava bylo město těžce poškozené při osvobozovacích bojích, proto bylo těžké získat dostatek budov a prostor pro působení vysoké školy. Vedení VPŠ muselo vynaložit mnoho úsilí, aby získalo podmínky pro práci vysoké školy se zaměřením na vzdělávání a výchovu učitelů.

### Pedagogický institut v Ostravě
Druhé období vývoje vysokoškolského vzdělávání učitelů v našem kraji bylo spojeno s působením Pedagogického institutu v Ostravě. Vzhledem k tomu, že PI navazoval na působení VPŠ, bylo nutno personál a provozní podmínky zajistit v Ostravě. Znamenalo to stěhování učitelů i provozních potřeb z Opavy do Ostravy, krajského města, které nebylo připraveno na umístění druhé vysoké školy. Jen díky úsilí vedení mohl následovnický PI fungovat.

### Pedagogická fakulta v Ostravě
Pedagogická fakulta v Ostravě se stala novým společenskovědním i přírodovědním, celkově humanitně orientovaným pracovištěm pro přípravu učitel základních škol, později i středních škol všech typů. Příčinou byly zlepšené podmínky nejen pro vzdělávací práci, publikační a kvalifikační aktivity, ale také podmínky pro zájmové a mimoškolní činnosti, např. tělovýchovné a sportovní, kulturní, turistické a jiné studentské akce.

### Pedagogická fakulta Ostravské univerzity
Čtvrté období vývoje je období po vzniku Ostravské univerzity. Jsou to nejnovější dějiny, které dýchají svobodně, i když opět složitě.

## Katedry a centra
V současné době má pedagogická fakulta celkem čtrnáct kateder a pět výzkumných center:
- Katedra anglického jazyka s didaktikou (zkratka KAD)
- Katedra českého jazyka a literatury s didaktikou (zkratka KCD)
- Katedra hudební výchovy (zkratka KHV)
- Katedra informačních a komunikačních technologií (zkratka KIK)
- Katedra matematiky s didaktikou (zkratka KMD)
- Katedra pedagogiky a andragogiky (zkratka KPD)
- Katedra pedagogické a školní psychologie (zkratka KPE)
- Katedra preprimární a primární pedagogiky (zkratka KPA)
- Katedra sociální pedagogiky (zkratka PES)
- Katedra speciální pedagogiky (zkratka KPG)
- Katedra studií lidského pohybu (zkratka KSLP)
- Katedra technické a pracovní výchovy (zkratka KPV)
- Katedra výchovy k občanství (zkratka KOV)
- Katedra výtvarné výchovy (zkratka KVV)
- Centrum dalšího vzdělávání (zkratka CDV)
- Centrum diagnostiky lidského pohybu (zkratka CDLP)
- Centrum pedagogického výzkumu (zkratka CPV)
- Centrum vizuálních studií (zkratka CVS)
- Centrum výzkumu kultury a identity regionu (zkratka CVKIR)

## Budovy
Pedagogická fakulta Ostravské univerzity sídlí ve dvou budovách:
- Budova SA, SB, SC, SD, SE, Fráni Šrámka 1121/3, 709 00 Ostrava-Mariánské Hory a Hulváky
- Budova CS, Moravská Ostrava 3397, 702 00 Moravská Ostrava a Přívoz